# Amazophrynella amazonicola
Espèce
Amazophrynella amazonicola est une espèce d'amphibiens de la famille des Bufonidae.

## Répartition
Cette espèce est endémique de la région de Loreto au Pérou.

## Étymologie
Son nom d'espèce lui a été donné en référence au lieu de sa découverte, l'Amazonie.

## Publication originale
- Rojas, Carvalho, Ávila, Farias, Gordo & Hrbek, 2015 : Two new species of Amazophrynella (Amphibia: Anura: Bufonidae) from Loreto, Peru. Zootaxa, no 3946, p. 79–103.